# Петров Олександр Павлович (баскетболіст)
Петров Олександр Павлович (14 травня 1939 — 5 травня 2001) — радянський баскетболіст.
Срібний призер Олімпійських Ігор 1960, 1964 років.
Чемпіон Європи 1959, 1961, 1963, 1965 років.
Бронзовий призер Чемпіонату світу 1963 року.